# Višići
Višići (en cyrillique : Вишићи) est un village de Bosnie-Herzégovine. Il est situé dans la municipalité de Čapljina, dans le canton d'Herzégovine-Neretva et dans la fédération de Bosnie-et-Herzégovine. Selon les premiers résultats du recensement bosnien de 2013, il compte 1 855 habitants.

## Géographie
Višići est situé sur la rive droite de la Neretva.

## Histoire
Sur le territoire du village se trouvent les vestiges d'une villa romaine ; ce site archéologique est inscrit sur la liste des monuments nationaux de Bosnie-Herzégovine.

## Démographie

### Évolution historique de la population
| 1948 | 1953 | 1961  | 1971  | 1981  | 1991  | 2013  |
| ---- | ---- | ----- | ----- | ----- | ----- | ----- |
| -    | -    | 1 226 | 1 529 | 1 759 | 1 788 | 1 855 |

|  |